# Espasnactos
Espasnactos é um chefe arverno, favorável aos romanos, com o qual o chefe da rebelião gaulesa Luctério acaba de procurar refúgio depois da Cerco de Uxeloduno. Espasnactos livra Luctério de Júlio César. É conhecido também por uma cunhagem abundante, suas moedas trazem a indicação "EPAD" e algumas apresentam no verso um guerreiro de pé, o capacete a seus pés tendo um escudo e uma insígnia, em outras um cavaleiro. Estas moedas sem dúvida foram emitidas desde o ópido de Gergóvia onde se recuperaram 250, sendo certamente mais do que em qualquer outra área. Epasnactos foi um grande personagem arverno desde antes de 52 a.C. porque 65% das moedas arvernos recuperadas nos fossos do Alésia são das moedas "EPAD" do tipo do cavaleiro. A derrota de Vercingetórix reforça sem dúvida consideravelmente seu peso político. 